# Vision Tower
Der Vision Tower ist ein 260 Meter hoher Wolkenkratzer in Dubai. Das Bürogebäude mit 60 Etagen befindet sich in der Business Bay, einem von Dubais Unternehmensvierteln. Gebaut wurde das von TVS architects entworfene Gebäude zwischen 2006 und 2011.
Der Vision Tower ist ein markantes Hochhaus im aufstrebenden Geschäftsviertel Business Bay in Dubai, Vereinigte Arabische Emirate. Mit einer Höhe von 260 Metern und 60 Stockwerken prägt er seit seiner Fertigstellung im Jahr 2011 die Skyline der Metropole. Das vom Architektbüro tvsdesign entworfene Gebäude zeichnet sich durch seine elegante, geschwungene Glasfassade aus, die das Sonnenlicht auf einzigartige Weise reflektiert. Als multifunktionaler Bürokomplex bietet der Vision Tower über 60.000 Quadratmeter vermietbare Fläche und fungiert als architektonisches Wahrzeichen am Eingang des Business-Bay-Viertels.

## Lage
Der Vision Tower befindet sich in Dubai, in Business Bay, einem aufstrebenden Geschäftsviertel im Zentrum der Stadt. Der Standort des Wolkenkratzers liegt strategisch günstig an der Sheikh Zayed Road, einer der Hauptverkehrsadern Dubais. In unmittelbarer Nähe zum Vision Tower befindet sich die Business Bay Metro Station, was eine hervorragende Anbindung an das öffentliche Verkehrsnetz gewährleistet. Von seiner erhöhten Position aus hat man Blick auf die Khor Dubai und die Sheikh Zayed Road. Der Turm ist Teil eines größeren Entwicklungsgebiets, das sowohl kommerzielle als auch Wohnimmobilien umfasst. In der Umgebung des Vision Tower finden sich zahlreiche andere Hochhäuser, die das moderne Stadtbild Dubais prägen, sowie großzügige Grünflächen. Durch seine Position an der Einfahrt zu Business Bay fungiert der Vision Tower als markantes Wahrzeichen für dieses aufstrebende Geschäftsviertel.

## Baugeschichte

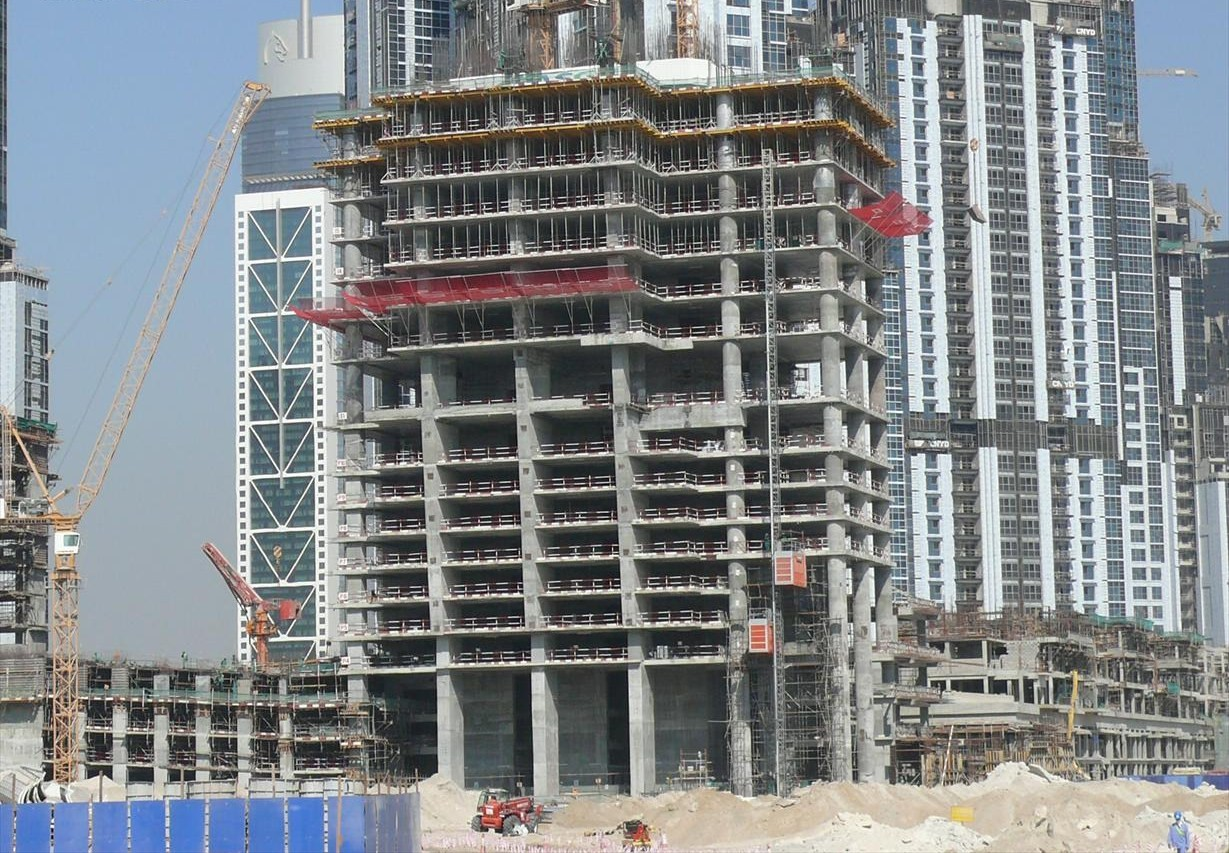
Vision Tower in der Bauphase (2007)

Der Vision Tower wurde von Dubai Properties als Teil des Business Bay-Entwicklungsprojekts konzipiert. Die Planungsphase für den Wolkenkratzer begann in den frühen 2000er Jahren, als Dubai seine Skyline rapide erweiterte. Der Baubeginn erfolgte im Jahr 2006, wobei zunächst die Fundamentarbeiten und die Errichtung des Stahlbetonkerns im Mittelpunkt standen. Während der Bauphase kam es zu einigen Herausforderungen, insbesondere aufgrund der globalen Finanzkrise 2008, die viele Bauprojekte in Dubai verlangsamte. Trotz dieser Widrigkeiten schritt der Bau des Vision Tower stetig voran. Die Rohbauarbeiten wurden 2009 abgeschlossen, gefolgt von der Installation der charakteristischen Glasfassade im Jahr 2010. Die Innenausbauarbeiten und die Installation der technischen Systeme erstreckten sich über das gesamte Jahr 2010. Im Januar 2011 wurde der Vision Tower offiziell fertiggestellt und eröffnet, womit die Bauzeit insgesamt etwa fünf Jahre betrug.
Der Turm wurde von dem Architekturbüro tvsdesign entworfen, wobei Brooke Taylor und Jay Thomson als leitende Architekten fungierten. Als assoziiertes Architekturbüro war Dewan Architects + Engineers beteiligt. Während der Bauphase wurden innovative Techniken eingesetzt, um die gebogene Glasfassade zu realisieren, die zum Markenzeichen des Gebäudes wurde. Die Baukosten für den Vision Tower wurden nie offiziell veröffentlicht, aber Schätzungen gehen von mehreren hundert Millionen US-Dollar aus.

## Architektur und Design
Der Vision Tower zeichnet sich durch seine elegante und moderne Architektur aus, die von dem renommierten Architekturbüro tvsdesign, heute TVS, entworfen wurde. Das 260 Meter hohe Gebäude besticht durch seine markante Glasfassade, die das gesamte Äußere des Wolkenkratzers umhüllt. Die gebogene Form der Fassade verleiht dem Turm ein dynamisches Erscheinungsbild und reflektiert das Sonnenlicht auf einzigartige Weise. Diese geschwungene Glasfassade ist das Hauptmerkmal des Projekts und wird von innen beleuchtet, um ein bleibendes visuelles Erlebnis zu schaffen. Die Architekten verwendeten hochleistungsfähiges, transparentes Glas für die Fassade, was dem Gebäude eine besondere Ästhetik verleiht und es von anderen Projekten in der Umgebung abhebt.
Die Glasfassade des Vision Tower besteht aus einem 60-stöckigen Glasvorhang, der aus Metallpaneelen in einem maßgefertigten, stiftartigen Befestigungssystem konstruiert ist. Diese innovative Konstruktion ermöglicht es, den Sonneneintrag zu reduzieren und gleichzeitig die Aussicht auf die Khor Dubai und die Sheikh Zayed Road zu maximieren. Die anmutige Glasform des Turms spiegelt die Eleganz Dubais wider und würdigt seinen Erfolg als eine der führenden Entwicklungsregionen der Welt.
Im Innenbereich setzt sich das moderne Design fort, wobei die Büroflächen so gestaltet sind, dass sie maximale Flexibilität und Effizienz bieten. Die Architekten haben besonders darauf geachtet, dass jede Etage optimal natürliches Licht nutzt und einen panoramischen Blick auf die Skyline von Dubai ermöglicht. Der postmoderne Architekturstil des Vision Tower fügt sich harmonisch in das Stadtbild von Dubai ein und unterstreicht gleichzeitig seine einzigartige Identität. Die Silhouette des Gebäudes wurde so entworfen, um als Wahrzeichen am Eingang des Business-Bay-Viertels zu dienen.

## Nutzung und Ausstattung
Der Vision Tower bietet über 650.000 Quadratfuß vermietbare Bürofläche, verteilt auf 60 Stockwerke. Die Büroräume sind in verschiedenen Konfigurationen verfügbar, darunter voll ausgestattete Büros, möblierte Büros und Rohbauflächen. Die typische Größe der Büroeinheiten reicht von 5.000 bis 12.000 Quadratfuß. Im Gebäude befinden sich 16 Aufzüge, die eine Höchstgeschwindigkeit von 7 Meter pro Sekunde erreichen. Für Mieter und Eigentümer stehen insgesamt 1.420 Parkplätze zur Verfügung Der Tower verfügt über eine 24-Stunden-Sicherheitsüberwachung und einen Concierge-Service. Im Erdgeschoss des Gebäudes befindet sich ein Fitnessstudio der Kette Fitness First. Der Vision Tower ist über eine exklusive Fußgängerbrücke mit der Bay Avenue verbunden, wodurch die Nutzer Zugang zu verschiedenen Gemeinschaftseinrichtungen wie Hotels, Einkaufsmöglichkeiten, Cafés und Restaurants haben. Im Gebäude selbst gibt es einen Einzelhandelsbereich im Erdgeschoss. Für Geschäftstreffen stehen gut ausgestattete Konferenzräume zur Verfügung. Das Gebäude bietet auch Sekretariatsdienstleistungen, Breitband- und IP-Telefonie sowie einen Datencenter für IT-Hosting-Dienste. Zusätzlich werden Dienstleistungen wie kostenlose Sponsorschaft für Handelslizenzen, eine dedizierte Dubai-(04)-DID-Nummer (Telefonnummer) und Kurierdienste angeboten.